# Séverine (Hawkins)
Séverine  è un quadro di Louis Welden Hawkins del 1895 e ritrae Caroline Rémy de Guebhard, soprannominata Mme. Séverine.

## Descrizione
La figura femminile rappresentata seduta dietro una scrivania appare fiera e combattiva, le parti del corpo di carattere figurativo si concentrano soprattutto sul viso in particolare i capelli, gli occhi e le mani incrociate. La postura eretta rende il ritratto non tradizionale, in cui la figura della giornalista è calata nella sua dimensione professionale, dalla quale traspare il suo impegno civile e politico; mentre lo sguardo assorto e meditativo proietta l'osservatore in una dimensione spirituale che vuole sottolineare il grande idealismo che ha caratterizzato Caroline Remy.
La penna d'oca, il calamaio, i quaderni di appunti, gli scritti, le lettere, ed in primo piano i due saggi stanno a simboleggiare l'infinito impegno di una delle più grandi intellettuali della seconda metà del XIX secolo. I lati della cornice dorata sono intagliati con rappresentazioni dell’alloro e del grano, simboli rispettivamente della saggezza e della rinascita, a cui si accompagnano le parole "Pax" e "Panis", in riferimento alle campagne pacifiste e di condanna all’imperialismo di cui Sèverine fu protagonista e al suo costante impegno nella denuncia di tutte le ingiustizie sociali. Il color oro sullo sfondo indica invece la straordinarietà di una mente eccelsa, il fiore sul suo vestito nero e i delicati gioielli regalano al ritratto un'eleganza senza tempo.

## Dettagli

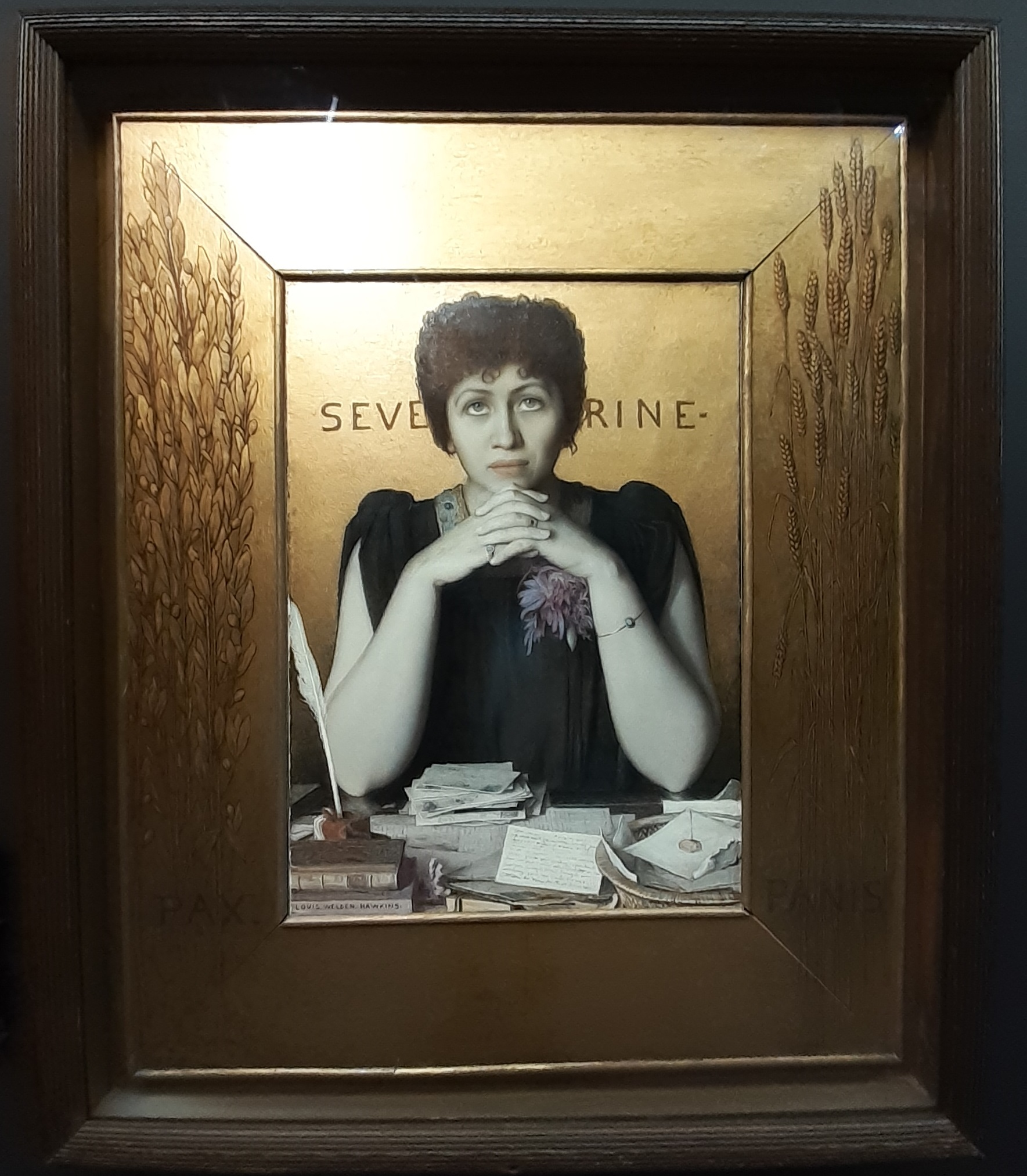
Ritratto intero.
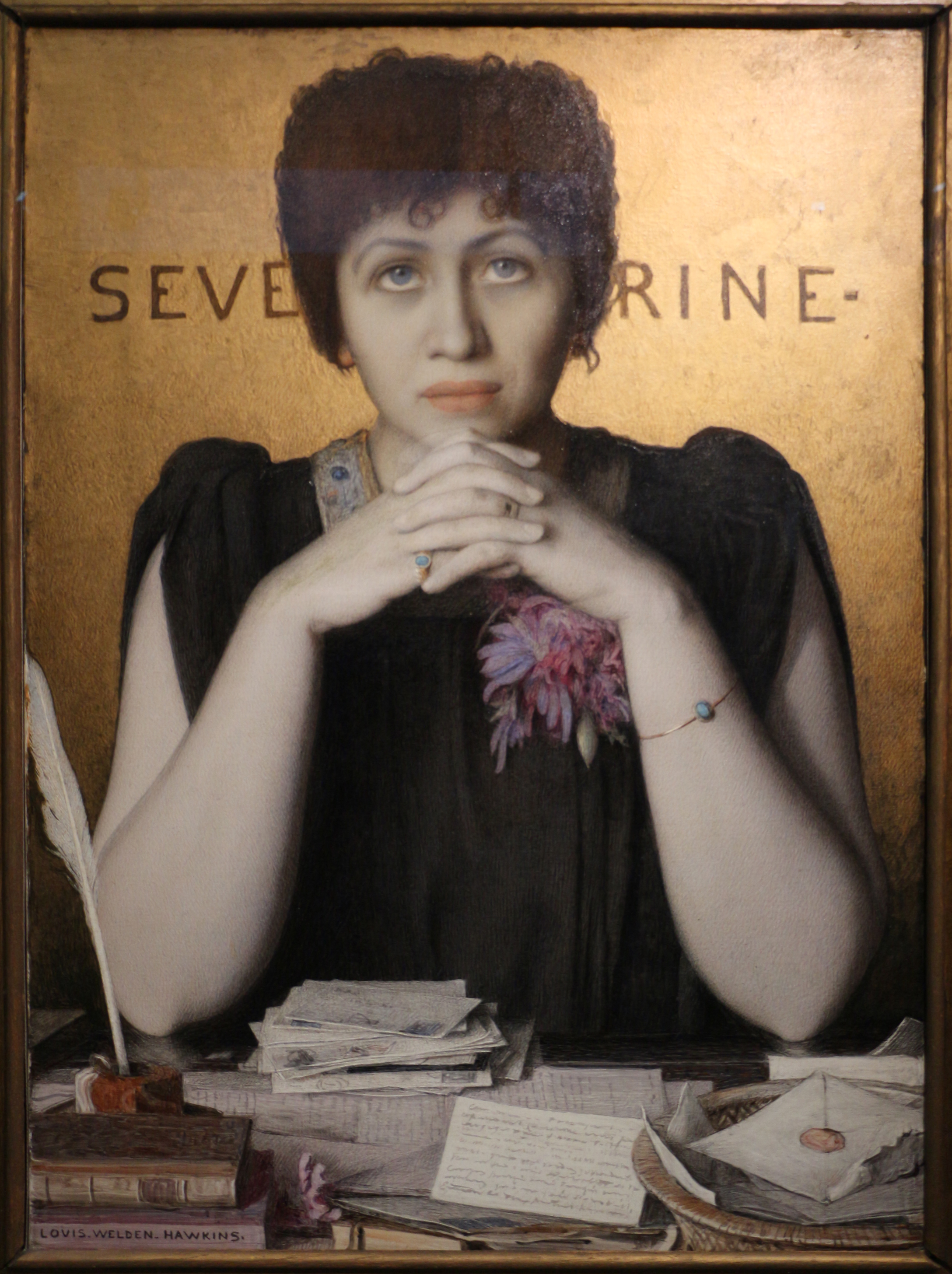
Ritratto privo di cornice dorata.
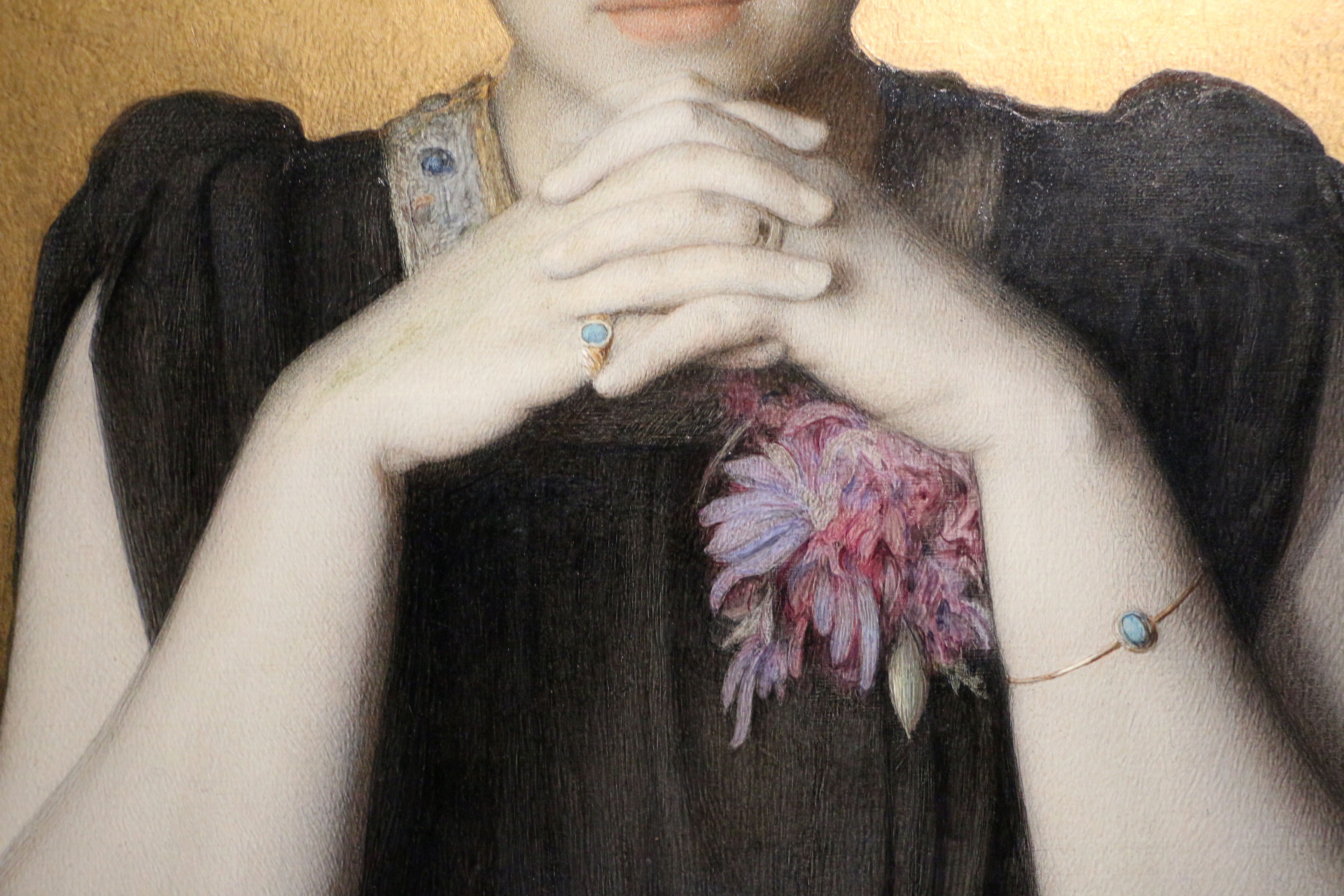
Dettaglio delle mani.